# جغرافیای مریخ

نقشه رنگی با وضوح بالا از مریخ بر اساس تصاویر مدارگرد وایکینگ. سرما در سطح و مه یخ آب، حوضه برخوردی هلاس را در سمت راست پایین مرکز، روشن کرده‌است. سیرت بزرگ، درست بالای آن، توسط بادهایی که گرد و غبار را از سطح بازالتی آن پاک می‌کنند، تیره شده‌است. کلاهک‌های یخی قطبی شمال و جنوب باقیمانده در بالا و پایین سمت راست نشان داده شده‌اند، همان‌طور که در اوایل تابستان و در حداقل اندازه خود ظاهر می‌شوند.

جغرافیای مریخ یا بهرام‌نگاری یا آرئوگرافی (به انگلیسی: Areography) شاخه‌ای از علوم سیاره‌ای است که به‌طور خاص به نقشه‌برداری و طبقه‌بندی مناطق در مریخ می‌پردازد. بهرام‌نگاری مشابه جغرافیا که به مطالعه و نقشه‌برداری از زمین می‌پردازد، بر روی سطح مریخ تمرکز دارد. مطالعه ویژگی‌های سطح و ایجاد نقشه به دانشمندان در درک زمین‌شناسی، تاریخچه و پتانسیل وجود آب یا حیات در گذشته کمک می‌کند. نقشه‌های بهرام‌نگاری اطلاعات ضروری برای برنامه‌ریزی محل فرود مریخ‌نوردهای آینده و انتخاب مکان‌های علمی جالب را ارائه می‌دهند.
نقشه‌برداری از مریخ چالش‌برانگیزتر است زیرا بیشتر داده‌ها از سنجش از دور از طریق فضاپیمای در حال گردش به دست می‌آیند، بر خلاف زمین که داده‌های سطح زمین بسیار گسترده‌تر است. مریخ فاقد اقیانوس‌ها، قاره‌ها و میدان مغناطیسی جهانی است که در درک و نقشه‌برداری از زمین نقش مهمی دارند.

## مفاهیم کلیدی
- دستگاه مختصات مریخی: مریخ مانند زمین دارای یک دستگاه مختصات خاص است که به مکان‌یابی و ارجاع به ویژگی‌های سطح کمک می‌کند.
- چهارگوش‌ها: بهرام‌نگاره‌ها (آرئوگراف‌ها) سطح مریخ را به ۳۰ چهارگوش (بخش‌های نقشه) تقسیم می‌کنند تا به‌طور کارآمد نمودار و مطالعه مناطق مختلف را انجام دهند.
- نام‌گذاری: ویژگی‌هایی مانند دهانه‌ها، کوه‌ها و دره‌ها نام‌های منحصر به فردی دارند که از نام‌گذاری‌های تأیید شده توسط اتحادیه بین‌المللی ستاره‌شناسی (IAU) پیروی می‌کنند.